# Eugeniusz Bodo
Eugeniusz Bodo (n. 28 decembrie 1899, Geneva, Elveția - d. 7 octombrie 1943, Kotlas) a fost un actor polonez de teatru și film, regizor, scenarist, dansator, cântăreț și producător de filme.

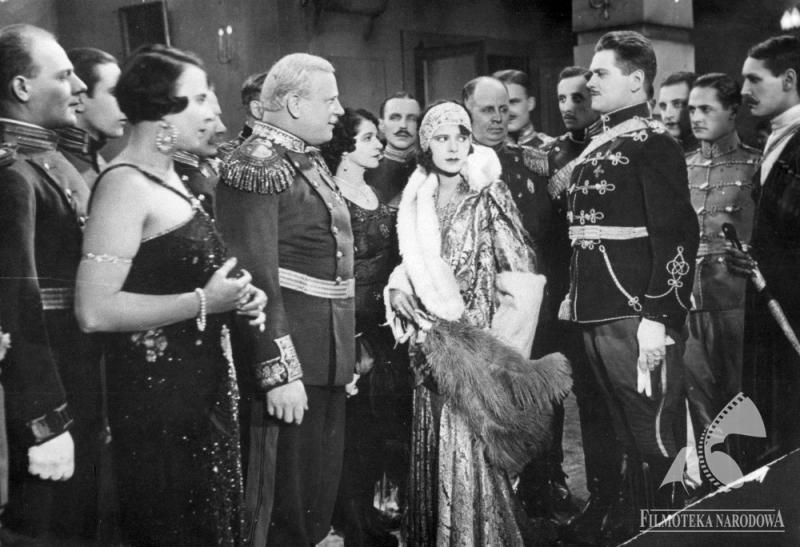
Cadru din filmul Frumusețea vieții (1930)

## Filmografie
Actor
- 1925 – Rywale Geniuś
- 1926 – Czerwony błazen
- 1927 – Uśmiech losu dansator de cabaret
- 1929 – Człowiek o błękitnej duszy sculptor
- 1929 – Policmajster Tagiejew Markowski
- 1930 – Kult ciała Franciszek, asistentul lui Czesław
- 1930 – Na Sybir lucrător
- 1930 – Niebezpieczny romans
- 1930 – Uroda życia (film 1930) Roszow
- 1930 – Wiatr od morza (film) Otto
- 1932 – Bezimienni bohaterowie comisar Szczerbic
- 1932 – Głos pustyni
- 1933 – Jego ekscelencja subiekt
- 1933 – Zabawka Kuźma
- februarie 1934 – Pieśniarz Warszawy Julian Pagórski
- martie 1934 – Kocha, lubi, szanuje (film 1934) practicant Władysław
- septembrie 1934 – Czy Lucyna to dziewczyna? inginer Stefan Żarnowski
- decembrie 1934 – Czarna perła Stefan
- 1935 – Jaśnie pan szofer Karol Boratyński
- 1936 – Amerykańska awantura Paweł
- 1936 – Bohaterowie Sybiru Władek
- 1937 – Książątko Tadeusz Rolski
- 1937 – Piętro wyżej Henryk Pączek
- 1937 – Skłamałam Karol Borowicz
- 1938 – Paweł i Gaweł Paweł
- 1938 – Robert i Bertrand Bertrand
- 1938 – Strachy (film) Zygmunt Modecki
- 1938 – Za winy niepopełnione

Regizor
- 1937 – Królowa przedmieścia
- 1938 – Za winy niepopełnione